# Татяна Лолова
Татяна Желязкова Лолова е българска театрална, филмова и телевизионна актриса. Известна е главно с комедийните си роли в киното, театъра, телевизията и радиото.

## Детство
Родена е на 10 февруари 1934 г. в град София. Майка ѝ е от руско-украински произход, а баща ѝ Желязко Лолов е счетоводител, а неговият братовчед и съименник е известен театрален актьор в Пловдив.

## Кариера
Лолова завършва актьорско майсторство през 1955 г. в класа на професор Стефан Сърчаджиев. Следва заедно с Ицхак Финци, Григор Вачков, Никола Анастасов и други забележителни актьори.
През 1955 – 1956 г. играе в Драматичен театър „Сава Огнянов“ в Русе. През 1957 г. става първата актриса, официално назначена в новоформираната трупа на Сатиричния театър, където играе до 1976 г. Между 1977 и 1989 г. е в Театър „София“, след което се завръща в Сатиричния театър през 1989 г.
Играе и на сцената на Театър 199, където отбеляза 10 години на хитовия моноспектакъл Duende по текстове на Румяна Апостолова, Лорка и др., режисьор Съни Сънински – в историята са записани над 300 изиграни представления в България и чужбина. Лолова играе в спектакъла до 2017 г. В Театър 199 също играе в постановките „Старомодна комедия“ от Алексей Арбузов и „Нищо не помня“ от Артър Милър. Нейните отпечатъци могат да бъдат видени на Стената на славата пред Театър 199.
Тя е актриса с широк диапазон на комедийно-сатиричното изображение – от фарса и буфонадата до гротеската и сатирата. Въпреки хиперболата и иронията, използвани от нея при изграждането на образите, те са правдиви и въздействащи. Играе Агафия Тихоновна („Женитба“, Н. В. Гогол), Татяна Алексеевна („Юбилей“, А. П. Чехов).
Член е на Съюза на българските филмови дейци (1987). Написва автобиографичната книга „1/2 живот“.

## Личен живот
Омъжена е 4 години за хидроинженера Евелин Монев преди техния развод.
Лолова е омъжена за Светослав Светославов от 1963 до смъртта му на 26 декември 2018 г. Двамата са родители на Сава Светославов.

## Смърт
На 22 март 2021 г. малко след 21 ч., Татяна Лолова почива на 87-годишна възраст от мозъчносъдово заболяване след излекуване от инфекция с Ковид-19 в софийска болница Пирогов.
Погребана е в алеята на творците на Централни софийски гробища.  

## Награди и отличия
- Заслужил артист (1972).
- Народен артист (1986).
- Орден „Кирил и Методий“ – III степен (1963).
- „Награда на Съюз на артистите в България за женска роля“ за (Лидия Василевна) в постановката „Старомодна комедия“ (1977).
- „Награда на Съюз на артистите в България за женска роля“ за (Уини) в постановката „Щастливи дни“ (1992).
- „Аскеер за женска роля“ за (Уини) в постановката „Щастливи дни“ (1992).
- „III награда за актьорско майсторство“ на I национален преглед на камерните театрални постановки (Враца, 1977).
- Наградата за женска роля за ролята на (Ангелина) във филма „Авантюра“ на фестивала Златната ракла (1992).
- Орден „Стара планина“.
- Награда за цялостно творчество на фестивала „Златна роза“ (Варна, 2017)[5]

## Озвучаване
| Година | Филми  | Роля              |
| ------ | ------ | ----------------- |
| 2003   | Реката | реката (анимация) |

## Филмография
| Година      | Филми и Сериали                                                             | Серии  | Копродукции                       | Роля |
| ----------- | --------------------------------------------------------------------------- | ------ | --------------------------------- | --- |
| 2021        | Порталът                                                                    | 6      |                                   | леля Зори, буржоазна дама дисидент |
| 2017        | Лили Рибката                                                                |        |                                   | циганката Хараме, старата магьосница |
| 2015        | Бартер                                                                      |        |                                   | сляпата Флора |
| 2014        | Пътят към Коста дел Маресме Българска рапсодия – алтернативно заглавие      |        | България / Израел                 | Фортуне |
| 2013        | Жените в играта (Donne in gioco)                                            | 2      | Италия                            | бабата на Сандра |
| 2011 – 2013 | Домашен арест                                                               | 86     |                                   | мама Еми; майка на Анастасия и Емк |
| 2011        | Английският съсед                                                           | 4      |                                   | кака Мара Николова – съседка на Джон и Патриша, майка на Николай (Нотингам Форест)                                                                          |
| 2010        | Сбогом, мамо                                                                |        | България / Италия                 | баба Мария |
| 2007        | Приключенията на един Арлекин                                               | 4      |                                   | Мурджова (в 2 серии: II, IV) |
| 2007        | Летете с Росинант                                                           |        | България / Сърбия / Австрия       | Роза, майката на Теди |
| 2004        | Ганьо Балкански се завърна от Европа (тв сериал)                            | 4      |                                   | госпожа Гребенарова (в 1 серия: IV) |
| 2003        | Пътуване към Йерусалим                                                      |        | България / Германия / Франция     | Тереза |
| 2001        | Търси се екстрасенс (тв)                                                    |        |                                   | тъщата-екстрасенс на Благовест |
| 1998        | След края на света                                                          |        | България / Германия / Гърция      | баба Мазал, г-жа Авраам Коен |
| 1997        | Бюро за убийства (Mordbüro)                                                 |        | Франция / Белгия / Канада         | мадам Спанки |
| 1997        | Разговор с птици                                                            |        | България / Русия                  | баба Керанка |
| 1996        | Дон Кихот се завръща (Дон Кихот возвращается)                               | 2 ч.   | Русия / България                  | придружителка на херцогинята, придворна дама |
| 1996 – 1997 | Извън граници (Hors limites)                                                | 2      | Франция / България                | бабата |
| 1994        | Любовни сънища                                                              |        | Италия / България                 | |
| 1993        | Макаров (Макаров)                                                           |        | Русия                             | |
| 1993        | Бандитска приказка                                                          |        |                                   | учителка по музика |
| 1992        | Авантюра (тв)                                                               |        |                                   | Ангелина (Лина) Карасимеонова |
| 1991        | Брътвежите на родилката (Les caquets de l'accouchée)                        |        | Франция                           | Беатрис |
| 1987        | 13-та годеница на принца                                                    |        |                                   | магьосницата Ледилей |
| 1986        | Земляци-веселяци                                                            |        |                                   | |
| 1985        | Нощем с белите коне                                                         | 6      |                                   | (в 1 серия: VI) |
| 1985        | Скакалци                                                                    |        |                                   | тъщата баба Йовка |
| 1985        | Константин Философ                                                          | 2      |                                   | вдовицата дойка |
| 1984        | Опасен чар                                                                  |        |                                   | Леда |
| 1983        | Константин Философ                                                          | 6      |                                   | вдовицата дойка (в 2 серии: I, V) |
| 1983        | Бон шанс, инспекторе!                                                       |        |                                   | любовницата Елза Карадушиева, майката на Велизар |
| 1978 – 1979 | Нови приказки за бате Дечко и Марийчето                                     | 6      |                                   | феята |
| 1979        | Фильо и Макензен                                                            | 7      |                                   | майката на Еми, полковницата |
| 1978        | Топло                                                                       |        |                                   | управителката на магазин за хранителни стоки |
| 1977        | Звезди в косите, сълзи в очите                                              |        |                                   | Султана Сярова |
| 1977        | Два пъти ура за ваканцията                                                  | 3 нов. |                                   | учителка по български език (в 1-та: „Два пъти ура за ваканцията“) и (във 2-та: „Момче за всичко“) и майката на Дафинка (в 3-та: „Щастието ми е в опасност“) |
| 1976        | Кокичето                                                                    |        |                                   | учителката |
| 1976        | Щурец в ухото                                                               |        |                                   | властната акушерка Бела |
| 1974        | Откъде се знаем?                                                            |        |                                   | дамата с кученцето |
| 1974        | Вечни времена                                                               |        |                                   | Дачовица |
| 1974        | Последният ерген                                                            |        |                                   | Зара Шишкова |
| 1974        | Къщи без огради                                                             |        |                                   | приятелката |
| 1973        | Сиромашко лято                                                              |        |                                   | другарката Лиляна Тотева |
| 1972 – 1980 | Лека нощ, възрастни!..                                                      | 27     |                                   | Ана, съученичка на Спас „Шарана“ |
| 1971        | Гоя или Тежкият път на познанието (Goya – oder Der arge Weg der Erkenntnis) |        | ГДР / СССР / България / Югославия | кралица Мария Луиза Бурбонска |
| 1970        | Петимата от „Моби Дик“                                                      |        |                                   | |
| 1969        | Птици и хрътки                                                              |        |                                   | госпожа Кавръдкова, член на благотворителното общество за защита на животните                                                                               |
| 1967        | Случаят Пенлеве                                                             | 3 нов. |                                   | братовчедката Минка, братовчедка на Ранко Иванов и годежарка (в 3-та новела: „Гости“)                                                                       |
| 1966        | Семейство Калинкови                                                         | 12     |                                   | фризьорката Олга, дъщеря на Мирко и Анна |
| 1964        | Невероятна история                                                          |        |                                   | съпругата |
| 1961        | Последният рунд                                                             |        |                                   | съпругата на Вълчан |
| 1961        | А бяхме млади                                                               |        |                                   | момичето с джувката |

## Театрални роли
- „Франи Х“ (Фридрих Дюренмат) – Фрида Фюрст
- „Бидерман и подпалвачите“ (Макс Фриш) – Бабет
- „Дон Карлос“ (Фридрих Шилер) – Елисавета
- „Женитба“ (Николай Гогол) – Агафия Тихоновна
- „Много шум за нищо“ (Уилям Шекспир) – Беатриче
- „Дванадесетте стола“ (Илф и Петров) – Грацицуева
- „Човекоядката“ (Иван Радоев) – баба Гена
- „1/2 живот“ (автобиографичен разказ в един разговор с Георги Каприев) (1996).
- „DUENDE“
- „Старомодна комедия“ (Алексей Арбузов)
- „Нищо не помня“ (Артър Милър)
- „Юбилей“ (А. П. Чехов) – Татяна Алексеевна
- „Автобиография“ (1977) (Бранислав Нушич)

## Телевизионен театър
- „Братът на Бай Ганя Балкански“ (мюзикъл, 1997) – Мусаллакова
- „Гнездото“ (1997) (Йордан Радичков) – мюзикъл
- „Зелен таралеж“ (1996) (Йордан Радичков) – мюзикъл
- „Големанов“ (по Ст. Л. Костов, сц. и реж. Иван Ничев, 1995) – министершата Илиева
- „Милионерът“ (1988)
- „Ветрилото на лейди Уиндърмиър“ (1988) (Оскар Уайлд)
- „Малка дневна музика“ (1988) (мюзикъл)
- „Пази се от ягуар“ (1988) (мюзикъл)
- „Морската болест“ (1987) (Ст. Л. Костов) - Нона
- „Пресечката“ (1987) (Кольо Георгиев)
- „Приказка за еди кой си“ (1987) (Карел Чапек)
- „Свекърва“ (1986) (от Антон Страшимиров, тв адаптация и режисура Павел Павлов)  – Костанда
- „Среднощна история“ (1985) – (Шон О'Кейси)
- „Прах в очите“ (1985) (от Йожен Лабиш, реж. Асен Траянов) – Бланш
- „Строшената делва“ (1984) (Хайнрих фон Клайст)
- „Врабецът“ (1980) (Никола Русев)
- „Прекрасната свинарка“ (1980) (Марти Ларни)
- „Милионерът“ (от Йордан Йовков, реж. Младен Младенов)
- „Фор джентълмен или Смърт в розово“ (1978)
- „Предложението“ (1977) (Георгий Никитин)
- „Професия за ангели“ (1977) (Драгомир Асенов)
- „В люляковата градина“ (1977) (А. Салодар)
- „Зех тъ, Радке, зех тъ!“ (1976) (Добри Войников) – мюзикъл – Мария – Събюва жена и мащеха на Радка
- „Вражалец“ (1976) (Ст. Л. Костов), 2 части, мюзикъл (Втора реализация) – кметицата
- „Нос“ (1975) (Николай Гогол) – Александра Подточина
- „Цар и водопроводчик“ (1974) (Павел Вежинов)
- „Годеж“ (1973) (Алеко Константинов)
- „Българи от старо време“ (1973) (Любен Каравелов) - Либеница
- „Опечалена фамилия“ (1971) (Бранислав Нушич) - Сарка
- „Диалози“ (1970) (Кръстю Пишурка)
- „12 стола“ (1969) (Илф и Петров)
- „Новогодишна шега“ (1969) - Сийка Дормушева
- „Човекът от Ла Манча“ (1968) (Мигел де Сервантес)
- „Заповед за убийство“ (1968) (Робърт Шекли) – кръчмарката Елен, жената на Еди
- „Кучешка огърлица“ (1968)
- „Полунощ след 5 минути“ (1966) (Ян Солович) - пациентка
- „Всекиму заслуженото“ (1966) (Самуел Альошин)
- „Нова година, нови порядки“ - Пиронкова
- Големанов

## Звукороли и участия в звукозаписи
- „Книжчице ле моя...“ (1984) (Учтехпром)